# Alexander Hajek
Alexander Hajek (19 luglio 2003) è un ciclista su strada e pistard austriaco che corre per il team Red Bull-Bora-Hansgrohe. Professionista dal 2024, nello stesso anno ha vinto il titolo nazionale in linea.

## Palmarès

### Strada
- 2021 (Juniores)

3ª tappa Internationale Juniorenrundfahrt (Bad Wimsbach-Neydharting > Straß im Attergau)
2ª tappa Saarland Trofeo (Bexbach > Münchwies)
3ª tappa, 2ª semitappa Saarland Trofeo (Bitche > Breitfurt)
4ª tappa Saarland Trofeo (Gersheim > Gersheim)
- 2024 (Red Bull-Bora-Hansgrohe, una vittoria)

Campionati austriaci, Prova in line Elite

#### Altri successi
- 2021 (Juniores)

Classifica a punti Internationale Juniorenrundfahrt
2ª tappa, 1ª semitappa Aubel-Thimister-Stavelot (Thimister-Clermont, cronosquadre)

### Pista
- 2020 (Juniores)

Campionati austriaci, Omnium Junior

## Piazzamenti

### Competizioni mondiali
- Campionati del mondo

Fiandre 2021 - In linea Junior: 5º
Glasgow 2023 - In linea Under-23: 35º
Zurigo 2024 - In linea Under-23: 93º

### Competizioni continentali
- Campionati europei

Trento 2021 - In linea Junior: 9º
Anadia 2022 - In linea Under-23: 22º
Drenthe 2023 - In linea Under-23: 86º